# HD 224693 b
HD 224693 b是一個環繞恆星HD 224693的系外行星，公轉周期27日，質量下限是木星的71%。

## 外部連結
- . Exoplanets.   [2012-07-12]. （原始内容存档于2009-11-25）.